# Antoni Siemianowski
Antoni Siemianowski (ur. 1930 w Mimowoli, zm. 4 grudnia 2022 w Gnieźnie) – polski katolicki prezbiter archidiecezji gnieźnieńskiej, kanonik, filozof, profesor nadzwyczajny Uniwersytetu im. Adama Mickiewicza w Poznaniu.

## Życiorys
Święcenia przyjął 25 maja 1956 z rąk bp. Franciszka Jedwabskiego. Pracował jako kapelan sióstr służebniczek w Pleszewie. W 1966 na Wydziale Filozofii Chrześcijańskiej KUL obronił doktorat. Wykładał m.in. na Uniwersytecie im. Adama Mickiewicza w Poznaniu, Seminarium Duchownym w Gnieźnie oraz Prymasowskim Instytucie Kultury Chrześcijańskiej w Bydgoszczy. Był redaktorem Kuźni Literackiej.
Zmarł 4 grudnia 2022 w Archidiecezjalnym Domu Księży Seniorów w Gnieźnie.

## Publikacje
- Człowiek i prawda (Poznań 1986)
- Śmierć i perspektywa nadziei (Gniezno 1992),
- Człowiek a świat wartości (Gniezno 1993),
- Szkice z etyki wartości (Gniezno 1995),
- Antropologia filozoficzna (Gniezno 1996),
- Sumienie (Bydgoszcz 1997),
- Zrozumieć miłość. Fenomenologia i metafizyka miłości (Bydgoszcz 1998),
- Czym jest filozofia? (Toruń 2006).

oraz ponad 170 artykułów m.in. w: W drodze, Znak, Akant, Colloquia Theologica Adalbertina, Studia Gnesnensia, Promocje Pomorskie.